# انسان‌شناسی (کتاب)
انسان‌شناسی کتابی است از مارک اوژه انسان‌شناس فرانسوی. این کتاب همچون کتاب درآمدی بر انسان‌شناسی برای شروع به آموختن علم انسان‌شناسی مفید است.
این کتار را نشر نی و در سال ۱۳۸۸ به ترجمهٔ ناصر فکوهی در ۱۳۶ صفحه به طبع رسید. 

## پی‌نوشت
1. ↑  «درسی درباره درس». انسان‌شناسی و فرهنگ. شنیه، ۱ آبان ۱۳۸۹. بایگانی‌شده از اصلی در ۳۰ آوریل ۲۰۱۱. دریافت‌شده در ۸ فروردین ۱۳۹۰. از پارامتر ناشناخته |ماه= صرف‌نظر شد (کمک); تاریخ وارد شده در |تاریخ= را بررسی کنید (کمک)